# کافرتیتس
کافرتیتس (به آلمانی: Cavertitz) یک شهر در آلمان است که در نوردزاکسن واقع شده‌است. کافرتیتس ۲٬۵۴۹ نفر جمعیت دارد.